# District de Champawat
Le district de Champawat  (hindi : चम्पावत जिला) est un district  de l'état de l'Uttarakhand, en Inde,

## Géographie
Au recensement de 2011, sa population compte 224 542 habitants.
Son chef-lieu est la ville de Champawat. 